# Limonia acidissima
Дерев'яне яблуко, лімонія — (Limonia acidissima) — єдиний вид роду лімонія (Limonia).

## Будова

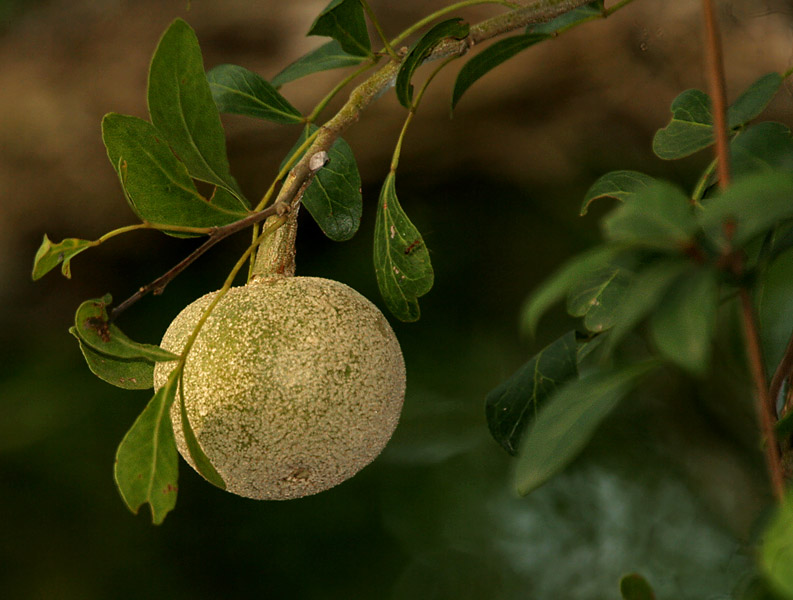

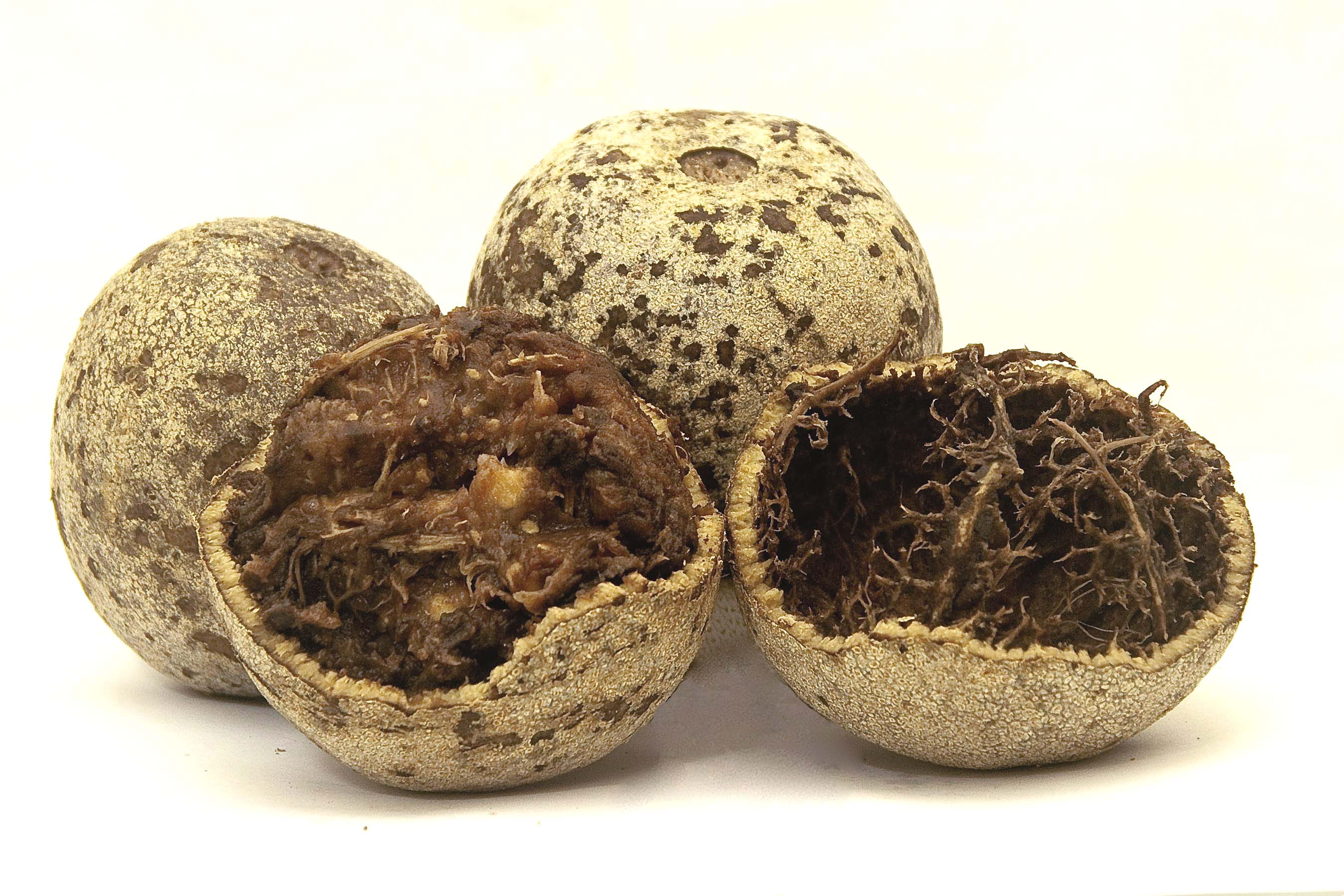
Зрілий фрукт, готовий до вживання

Лімонія — велике дерево з грубою корою. Непарноперисте листя має по 5-7 листочків. Листя пахне анісом. Плід 5-9 см в діаметрі має дуже тверду шкірку.

## Поширення та середовище існування
Росте у Шрі Ланці, Індії, Пакистані.

## Використання
Спіла коричнева волокниста липка м'якоть фрукту має кислий присмак. Її можна їсти з цукром та готувати делікатеси, джеми та повидла. З твердої шкаралупи роблять ополоники, які продаються у Шрі Ланці як сувеніри.